# Polana Jakuszycka
Polana Jakuszycka (w Jakuszycach dzielnicy Szklarskiej Poręby) – najbardziej znany ośrodek narciarstwa biegowego i biathlonu na Dolnym Śląsku i w Polsce. 
Specyficzny mikroklimat sprzyja długiemu zaleganiu śniegu – utrzymuje się on przeciętnie 156 dni w ciągu roku, dlatego zbudowano tu Dolnośląskie Centrum Sportu. W obrębie Polany Jakuszyckiej znajduje się wiele tras przygotowanych do biegów i narciarskich wędrówek, są to trasy wyczynowe i turystyczne.
Polana Jakuszycka posiada licencje B Międzynarodowej Unii Biathlonu oraz homologacje tras Międzynarodowej Federacji Narciarskiej. W dniach 17-18 lutego 2012 roku odbyły się tu zawody zaliczane do klasyfikacji Pucharu Świata w biegach narciarskich. W lutym 2024 roku gospodarz Mistrzostw Europy Juniorów w Biathlonie. W marcu każdego roku odbywa się tu wielka międzynarodowa impreza narciarska Bieg Piastów. Ponadto co roku odbywa się tu kilka mniejszych imprez biegowych oraz biathlonowych m.in. o randze Mistrzostw Polski i Pucharu Polski.
W przeszłości na Polanie znajdowało się schronisko Katzensteinbaude, powstałe z dawnej chaty pasterskiej po wybudowaniu drogi do dawnego przejścia granicznego. Obiekt miał konstrukcję drewniano-murowaną, często spotykaną w Sudetach. W budynku dawnego schroniska, do którego w ostatnich latach dobudowano nową część, znajduje się obecnie restauracja. W latach 1945–1991 funkcjonowały jako budynki Strażnicy WOP Jakuszyce. 
W obrębie Polany Jakuszyckiej znajduje się przystanek kolejowy Polana Jakuszycka na transgranicznej linii kolejowej nr 311.
Do 21 grudnia 2007 r. w funkcjonowało przejście graniczne Polana Jakuszycka-Harrachov, które na mocy Układu z Schengen zostało zlikwidowane.